# Betty Suarez
Betty Suarez er en fiktiv person, som er hovedpersonen i TV-serien Ugly Betty. Hun er 24 år. Hun arbejder på Mode Magazine som chefredaktøren Daniel Meades assistent. Hun bor i Queens, New York sammen med sin far, Ignacio, og hendes søster Hilda og Hildas søn Justin. Hendes mor er død.
Betty Suarez spilles af America Ferrera. 